# Francis Jacobs
Francis Geoffrey Jacobs (8 juni 1939, Cliftonville, Kent) is hoogleraar en een Brits jurist op het gebied van Europees recht en Europese wetgeving met betrekking tot de rechten van de mens. Hij was de eerste voorzitter van het Europees Rechtsinstituut.
Jacobs wordt gewaardeerd om zijn bijdragen aan de hervorming van het recht. Naar aanleiding van zijn steekhoudende en goed onderbouwde 'Conclusies' heeft het Europese Hof  tekortkomingen en tegenstrijdigheden in de Europese wetgeving hersteld. Zo plaatst hij bijvoorbeeld kritische kanttekeningen bij de wijze waarop de Europese instellingen met elkaar omgaan. Ook heeft hij kritiek op de heersende opvatting dat Europa zich te veel bemoeit met het dagelijks leven van de gewone burger.

## Opleiding en loopbaan
Sir Francis Jacobs was een leerling aan de City of London School en vervolgde zijn opleiding aan het Christ Church College en het Nuffield College, beide onderdeel van de Universiteit van Oxford.
- Na zijn afstuderen werkte hij van 1964 tot 1984 als advocaat bij Fountain Court Chambers in Londen.[5] Hij trad op in diverse rechtszaken, waaronder zaken voor het Europese Hof van Justitie, de Europese Commissie en het Europese Hof voor de Rechten van de Mens.
- Van 1988 tot 2006 was hij advocaat-generaal bij het Europese Hof van Justitie[6][7] in Luxemburg.
- In 2007 wordt hij voorzitter van Missing Children Europe,[8] de Europese Stichting voor Vermiste en Seksueel Uitgebuite Kinderen. Dit is een koepelorganisatie die 28 niet-gouvernementele organisaties vertegenwoordigt. Jacobs benadrukt in deze functie het belang van samenwerking van organisaties binnen de verschillende landen in Europa om vermiste kinderen terug te vinden en om het misbruik van deze kinderen te voorkomen.[9]
- In 2011 wordt hij benoemd als voorzitter van het European Law Institute,[10] het instituut dat hij mede heeft helpen oprichten. Het doel van dit instituut is het verbeteren van de kwaliteit van de Europese wetgeving in breedst mogelijk zin.
- Anno 2014 is hij hoogleraar Europees Recht aan King’s College London en 'Bencher' (bestuurslid) van de Middle Temple.

## Publicaties
Sir Francis Jacobs is auteur van verscheidene boeken op het gebied van Europees recht, waaronder:
- The Court of Justice of the European Communities (5th edition by Brown and Kennedy, Sweet & Maxwell 2000)
- The European Convention on Human Rights (5th edition by White and Ovey, Oxford University Press 2010)
- The Sovereignty of Law: the European Way (Hamlyn lectures 2006) (Cambridge University Press 2007)
- Hoofdredacteur van The Oxford EC Law Library (Oxford University Press) 1986-2010
- Oprichter en redacteur van het Yearbook of European Law (Oxford University Press)

## Onderscheidingen
- in 2006 werd sir Francis geridderd in de New Year's Honours
- Ridder Commandeur in de Orde van Sint-Michaël en Sint-George
- in 2014 ontving hij een eredoctoraat van de Faculteit der Rechtsgeleerdheid van de Rijksuniversiteit Groningen vanwege zijn bijdragen aan de hervorming van de wetgeving en zijn ambitie om het algemene begrip en de waardering van de Europese wetgeving te verbeteren.[11]
- Ter ere van zijn werk zijn twee Festschriften en een speciale editie van het Fordham International Law Journal aan hem gewijd.